# Élection présidentielle israélienne de 1988
L'élection présidentielle israélienne de 1988 se déroule le 23 février 1988 afin que les membres de la Knesset désignent le président de l'État d'Israël. Chaim Herzog est reconduit dans ses fonctions de président d'Israël.

## Résultats
|                          | Chaim Herzog             | Alignement               | 82      | 98,80   |  |  |  |  |
|                          | Contre Chaim Herzog      | Contre Chaim Herzog      | 1       | 1,20    |  |  |  |  |
|                          |                          |                          |         |         |  |  |  |  |
| Majorité requise         | Majorité requise         | Majorité requise         | 61 voix | 61 voix |  |  |  |  |
|                          |                          |                          |         |         |  |  |  |  |
| Votes valides            | Votes valides            | Votes valides            | 83      | 96,51   |  |  |  |  |
| Votes blancs et nuls     | Votes blancs et nuls     | Votes blancs et nuls     | 3       | 3,49    |  |  |  |  |
| Total                    | Total                    | Total                    | 86      | 100     |  |  |  |  |
| Abstentions              | Abstentions              | Abstentions              | 34      | 28,33   |  |  |  |  |
| Inscrits / participation | Inscrits / participation | Inscrits / participation | 120     | 71,67   |  |  |  |  |